# Hosting

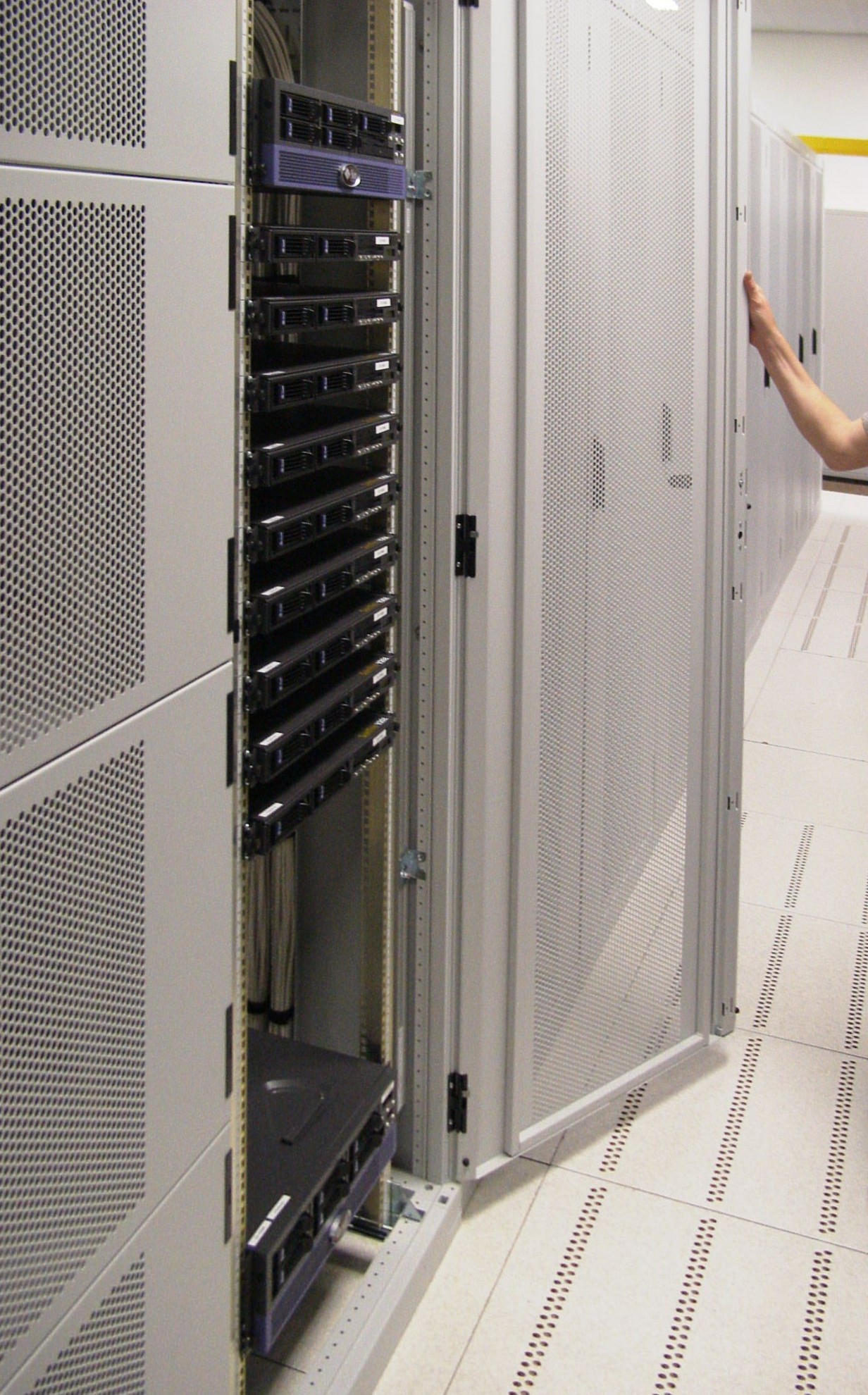
Server in Amsterdam

Hosting (englisch für ‚Gastgeber sein‘) ist eine im deutschen Sprachraum etablierte Kurzform für das Dienstleistungsangebot, das für das Erstellen und Veröffentlichen von Internetprojekten notwendig ist. Zu den wichtigsten Arten zählt das Webhosting, welches die Bereitstellung von Webspace und die Unterbringung von Websites umfasst.

## Dienste
Ein Hosting-Provider bietet und betreibt Internet-Hosting-Dienste und die dafür notwendige Infrastruktur für Angebote seiner Kunden im Internet. Die damit abgebildeten Kundenangebote oder -dienste sind in der Regel öffentlich, können aber auf Zielgruppen beschränkt sein, wie zum Beispiel Mitarbeiter, Geschäftspartner oder Endkunden. Die angebotenen Dienste reichen von sehr eng umgrenzt bis hin zu umfangreichen Applikationssystemen. Beispielsweise kann der Kunde hierdurch eine E-Commerce-Shopping-Website oder den E-Mail-Versand/Empfang an einen Dienstleister auslagern, ohne hierfür selbst Server betreiben zu müssen. Ebenso variieren das Leistungsspektrum, die Zielkunden, physische Sicherheit der Serverstandorte und Kosten – von Selbstbedienungs- und Gratisdiensten bis hin zu umfangreicher Beratung, Implementierung und Hochverfügbarkeit.

## Verwaltung
Neben dem meist öffentlich sichtbaren Kundenangebot umfasst der Dienst auch eine Verwaltungsschnittstelle (zur Verwaltung des Shops oder von E-Mails) für einzelne Mitarbeiter des Kunden. Diese ist üblicherweise ebenfalls über das Internet erreichbar. Diese Verwaltungsschnittstelle kann als reines Web-basiertes Werkzeug oder über andere zugriffsbeschränkende Dienste wie SFTP, FTP oder Secure Shell abgebildet werden.
Die strikte Trennung von Verwaltung und Kontrolle des Kundenangebots durch den Kunden einerseits und des technischen Betriebs der notwendigen Applikation und Infrastruktur durch den Anbieter andererseits stellt eine maßgebliche Qualität des Hostings dar.

## Anwendungsfälle
Zu Internet-Hosting-Diensten zählen unter anderem:
- Webhosting/Webspace: Websites
- Filehosting: Online-Speicher
- E-Mail-Hosting: E-Mail, Kontaktverwaltung, Kalender
- Domain-Hosting: Eintrag im Domain Name System
- Server-Hosting: virtuelle und dedizierte, d. h. physische, Server
- Applikations-Hosting: Shop-, CRM- oder Content-Management-Systeme
- Gameserver-Hosting: Online Spieleserver z. B. Minecraft, Grand Theft Auto, Rust
- Voice-Server-Hosting: Teamspeak 3, Mumble